# Un divan a Tunis
Un divan a Tunis (títol original en francès: Un divan à Tunis) és una comèdia dramàtica franco-tunisiana dirigida per Manele Labidi i estrenada l'any 2019. S'ha doblat i subtitulat al català.

## Argument
Després d'haver passat gran part de la seva vida a França, Selma, jove psicoanalista, torna al seu país d'origen, Tunísia i obre el seu gabinet a Ezzahra, als afores de Tunis. L'endemà de la revolució, els tunisians es pregunten sobre el futur polític i econòmic del seu país, en plena reconstrucció després d'un llarg període de dictadura. Mentre Selma comença a trobar les seves marques, xoca amb l'administració bancal del país assabentant-se que li manca una autorització indispensable per exercir el seu ofici.

## Repartiment
- Golshifteh Farahani: Selma Derwish
- Majd Mastoura: Naïm, l'inspector de policia
- Hichem Yacoubi: Raouf, pacient de Selma i forner
- Ramla Ayari: Amel, tia de Selma
- Najoua Zouhair: Nour, la secretària del Ministeri de Salut Pública
- Jamel Sassi: Fares, l'iman
- Aïsha Ben Miled: Olfa, neboda de Selma
- Feriel Chamari: Baya, la propietària de la perruqueria
- Moncef Ajengui: Mourad, oncle de Selma
- Zied Mekki: Amor, un policia
- Oussama Kochkar: Chokri, l'altre policia
- Amer Arbi: Haroun
- Mhadheb Rmili: Ferid
- Rim Hamrouni: Meriem
- Yosra Bouzalene: Hafifa
- Atef Ben Chedly: Lobna
- Mourad Meherzi: Kamel
- Neji Hassouna: Freud, el conductor del cotxe
- Bahri Rhali: Ezzedine, l'avi
- Dalila Meftahi: Hajer, la tia de l'avi[4]

## Distincions
- 2019: Setmana Internacional de Cinema de Valladolid
- 2019: Premi del públic al Festival Internacional de Cinema de Venècia
- 2021: César a la millor primera pel·lícula